# 费尔南多·纳瓦罗
费尔南多·纳瓦罗·科尔巴乔（Fernando Navarro i Corbacho，1982年6月25日—），是一名西班牙足球運動員，擔任左閘，2008年加盟西甲球隊西維爾。2008年，他入選了西班牙國家足球隊參加2008年歐洲國家盃，助西班牙奪冠。

## 球會生涯
費蘭度·拿華路出身於巴塞隆拿足球會的青訓，本有機會「上位」取代將轉會往馬德里體育會的塞爾吉（Sergi Barjuán），但一次嚴重的膝部受傷令他失去了機會。2002年11月3日，他射入了代表巴塞以來的唯一進球，助球隊1-1與桑坦德打平。
2004年，費蘭度·拿華路被租借至阿爾巴塞特，但不太成功。2005-06賽季他再被外借，至馬略卡，在馬略卡他成為了球隊的主要球員，並獲得球隊留用。
2008年6月18日，西維爾以500萬歐元轉會費收購費蘭度·拿華路。

## 國際賽生涯
西班牙國家隊教練阿拉干尼斯在2008年2月6日召進拿華路，迎戰對法國的友賽。可是他並未獲發出場。他於6月4日首次代表西班牙上場，該仗球隊以1:0擊敗美國。
入選2008年歐國盃大軍名單，他在勝希臘的2:1的小組賽上陣，並獲得冠軍。
之前，拿華路曾出戰紐西蘭舉行的1999年世少盃。

## 榮譽

### 巴塞隆拿足球會
- 西甲

- 冠軍(1):2005/06球季

### 西班牙國家隊
- 歐洲國家盃

- 冠軍 (1)：2008年

## 外部連結
- Stats at Liga de Fútbol Profesional[] （西班牙文）
- 國家隊數據 （西班牙文）